# Safiani
Safiani (en ucraniano: Саф'яни) es un pueblo ucraniano perteneciente al óblast de Odesa. Situado en el suroeste del país, es parte del raión de Izmaíl y del municipio (hromada) homónimo.

## Toponimia
El nombre del asentamiento en otros idiomas también es Safiani (en ruso: Сафьяны) o Sofian (en rumano: Sofian-Trubaiovca). 

## Geografía
El pueblo se encuentra a orillas del lago Safiani, a 4 km de Izmaíl.

## Historia
Sofian-Trubaiovca fue fundada en 1790 y fue uno de los cuarteles general de las tropas rusas en la guerra ruso-turca de 1806-1812. 
Tras la paz de París de 1856, que puso fin a la guerra de Crimea, la aldea con una franja de tierra en el suroeste de Besarabia fue transferida de Rusia al principado de Moldavia, pero tuvo que ser devuelta en el tratado de Berlín de 1878. 
El sitio formó parte del reino de Rumania en el periodo de entreguerras y el lugar estaba en la zona de interés de los activistas bolcheviques de la URSS. Varios aldeanos participaron en el levantamiento de 1924, y la policía rumana descubrió y arrestó a los miembros de la organización comunista en 1925. 
Con el pacto Ribbentrop-Mólotov, Sofian-Trubaiovca fue entregado a la URSS como el resto de Besarabia. Entre 1941 y 1944, Sofian-Trubaiovca fue ocupado por tropas rumanas y alemanas.  
En 1947, las autoridades soviéticas cambiaron el nombre oficial del pueblo de Sofian-Trubaiovca a Safiani. 

## Demografía
La evolución de la población de Safiani entre 1930 y 2001 fue la siguiente:
| 2560                                                          | 3018 | 2920 | 2962 |
| (Fuente: Cities & Towns of Ukraine y UKRAINE: Größere Städte) |      |      |      |

Según el censo de 2001, la lengua materna de la mayoría de los habitantes, el 82,78%, es el ucraniano; del 11,92% es el ruso; del 2,77%, el búlgaro; y del 1,69%, el rumano. En el censo de 1930, el 49,65% de la población eran ucranianos, el 48,83% eran rusos (principalmente lipovanos) y el 0,94%, rumanos.

## Economía
La mayoría de la población se dedica principalmente a la agricultura.

## Infraestructura

### Transporte
La carretera M 15 pasa por el pueblo.

## Personas importantes
- Oleksi Poroshenko (1936-2020): empresario ucraniano y padre del presidente de Ucrania, Petró Poroshenko.